# Carolus Rex
| Críticas profissionais | Críticas profissionais |
| Avaliações da crítica  | Avaliações da crítica  |
| Fonte                  | Avaliação              |
| ---------------------- | ---------------------- |
| About.com              | [ 1 ]                  |
| Metal Storm            | 9.5 de 10 estrelas.    |
| Sputnikmusic           | 3.5 de 5 estrelas.     |
| Metal Temple           | 9 de 10 estrelas.      |

Carolus Rex é o sexto álbum de estúdio da banda de power metal sueca Sabaton. O álbum foi lançado no dia 25 de maio, de 2012. Em 2019, a Metal Hammer o elegeu como o 20º melhor álbum de power metal de todos os tempos.

## Faixas
| N.º | Título                    | Tema abordado | Duração |  |
| 1.  | "Dominium Maris Baltici"  | o controle do mar báltico pelos suecos.                                                                                      | 00:29   |  |
| 2.  | "The Lion From The North" | Gustavo II Adolfo da Suécia.                                                                                                 | 04:42   |  |
| 3.  | "Gott Mit Uns"            | A Batalha de Breitenfeld (1631).                                                                                             | 03:15   |  |
| 4.  | "A Lifetime of War"       | A miséria causada pela Guerra dos Trinta Anos da visão geral (na versão inglesa) e na visão de um soldado (na versão sueca). | 05:45   |  |
| 5.  | "1648"                    | A Batalha de Praga (1648) na visão dos defensores (na versão inglesa) e na dos atacantes (na versão sueca).                  | 03:54   |  |
| 6.  | "The Carolean's Prayer"   | Sobre Os Carolinos, soldados dos Reis Carlos XI e Carlos XII da Suécia.                                                      | 06:14   |  |
| 7.  | "Carolus Rex"             | Sobre a coroação e políticas impostas por Carlos XII.                                                                        | 04:53   |  |
| 8.  | "Killing Ground"          | A Batalha de Fraustadt. | 04:24   |  |
| 9.  | "Poltava"                 | A Batalha de Poltava e a derrota do exército sueco frente as tropas russas.                                                  | 04:03   |  |
| 10. | "Long Live The King."     | A morte e a procissão funeral de Carlos XII.                                                                                 | 04:09   |  |
| 11. | "Ruina Imperii"           | A Marcha da Morte Carolina e a queda do Império Sueco.                                                                       | 03:21   |  |

### Faixas bônus
1. Twilight of the Thunder God (Amon Amarth cover) - 03:59
2. In the Army Now (Bolland & Bolland cover) -03:58
3. Feuer Frei! (Rammstein cover) - 03:12

## Créditos Musicais
- Joakim Brodén - vocais
- Rickard Sundén - guitarras
- Oskar Montelius - guitarras
- Pär Sundström - baixo
- Daniel Mÿhr - teclados
- Daniel Mullback - bateria

## Créditos
- Jobert Mello e Péter Sallai: Arte da capa